# Operación Tormenta Al Jazeera
La operación Tormenta Al Jazeera —a veces denominada como ofensiva de Deir ez-Zor por los medios extranjeros—, es una campaña militar desarrollada por la alianza militar del Kurdistán sirio con el apoyo de la Coalición Internacional contra las milicias de Estado Islámico en las gobernaciones de Deir ez-Zor y Hasaka, el principal objetivo de la operación es la captura de territorio más allá del río Éufrates y realizar un asedio indirecto a la ciudad de Deir ez-Zor la cual se encuentra bajo control de la Coalición RSII.
La operación militar es desarrollada en contrapeso de la campaña del centro y campaña del este de Siria realizada por la Coalición RSII y cuyo objetivo es —al igual que el Kurdistán sirio— arrebatar territorio al Estado Islámico de Irak y el Levante.